# William Ramsay, I barone di Panmure

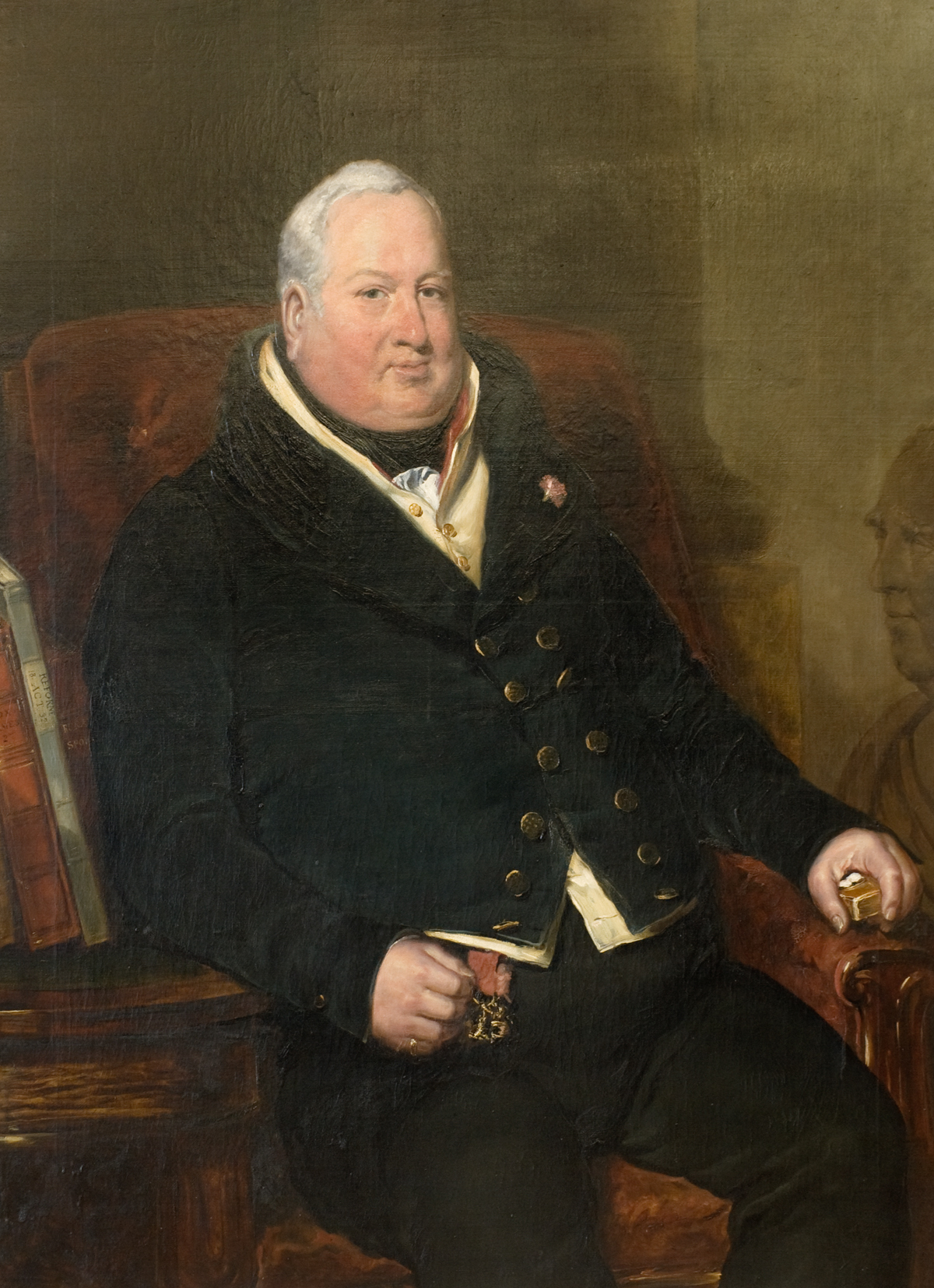
William Ramsay, I barone di Panmure

William Ramsay, I barone di Panmure (27 ottobre 1771 – 13 aprile 1852) è stato un politico scozzese.

## Biografia
Era il secondo figlio di George Ramsay, VIII conte di Dalhousie, e di sua moglie, Elizabeth Glen.
Nel 1782 ereditò i possedimenti alla morte del prozio William Maule, I conte Panmure, e assunse il cognome "Maule".

## Carriera
Rappresentò Forfarshire (1796 e 1805-1831) in Parlamento, quando venne elevato al titolo nobiliare di barone di Panmure, all'incoronazione di Guglielmo IV del Regno Unito.

## Matrimoni

### Primo matrimonio
Sposò, il 1º dicembre 1794, Patricia Heron Gordon (?-11 maggio 1821), figlia di Gilbert Gordon e Margaret Stewart. Ebbero nove figli:
- Lady Patricia Maule-Ramsay (1796-1859), sposò Gilbert Young, non ebbero figli;
- Lady Elizabeth Maule-Ramsay (1797-11 settembre 1852), sposò Sir Alexander Ramsay, II Baaronetto, ebbero otto figli;
- Lusinda Maule-Ramsay (1799-1806);
- Lady Mary Maule-Ramsay (1799-1864), sposò James Hamilton, non ebbero figli;
- Fox Maule-Ramsay, XI conte di Dalhousie (22 aprile 1801-6 luglio 1874);
- Lady Georgiana Maule-Ramsay (1803-1833), sposò William Dowbiggen, non ebbero figli;
- Lord Christian Maule-Ramsay (1805-1888);
- Lord Lauderdale Maule-Ramsay (27 marzo 1807-1º agosto 1854);
- Lord William Maule-Ramsay (29 marzo 1809-17 febbraio 1859), sposò Elizabeth Binny, ebbero sei figli.

### Secondo matrimonio
Sposò, il 4 giugno 1822, Elizabeth Barton, figlia di John William Barton. La coppia non ebbe figli.

## Morte
Morì il 13 aprile 1852, all'età di 80 anni.
| Controllo di autorità | VIAF (EN) 488152744559627850006 · GND (DE) 1222395126 |